# Едді Трейтел
Едді Трейтел (нід. Eddy Treijtel, нар. 28 травня 1946, Роттердам) — нідерландський футболіст, що грав на позиції воротаря.
Виступав, зокрема, за клуби «Феєнорд» та АЗ, а також національну збірну Нідерландів. Володар Кубка європейських чемпіонів, Кубка УЄФА та Міжконтинентального кубка, а в складі збірної — віце-чемпіон світу 1974 року.

## Клубна кар'єра
Вихованець невеликого клубу «Шибрук '94», до якого він приєднався у віці 10 років. У 1957 році він став юніором команди «Ксерксес», а в 1964 році, у віці 18 років, приєднався до команди першої команди та дебютував з командою у третьому дивізіоні. Зазвичай він грав у суботу за першу команду, а в неділю — за молодіжну. У сезоні 1965/66 він став основним воротарем команди після виходу клубу до другого дивізіоні. У цьому сезоні він сам сприяв черговому підвищенню, і в сезоні 1966/67 вже був основним воротарем команди у Ередивізі, вищому дивізіоні Нідерландів. Там за два сезони Трейтел провів 61 матч.

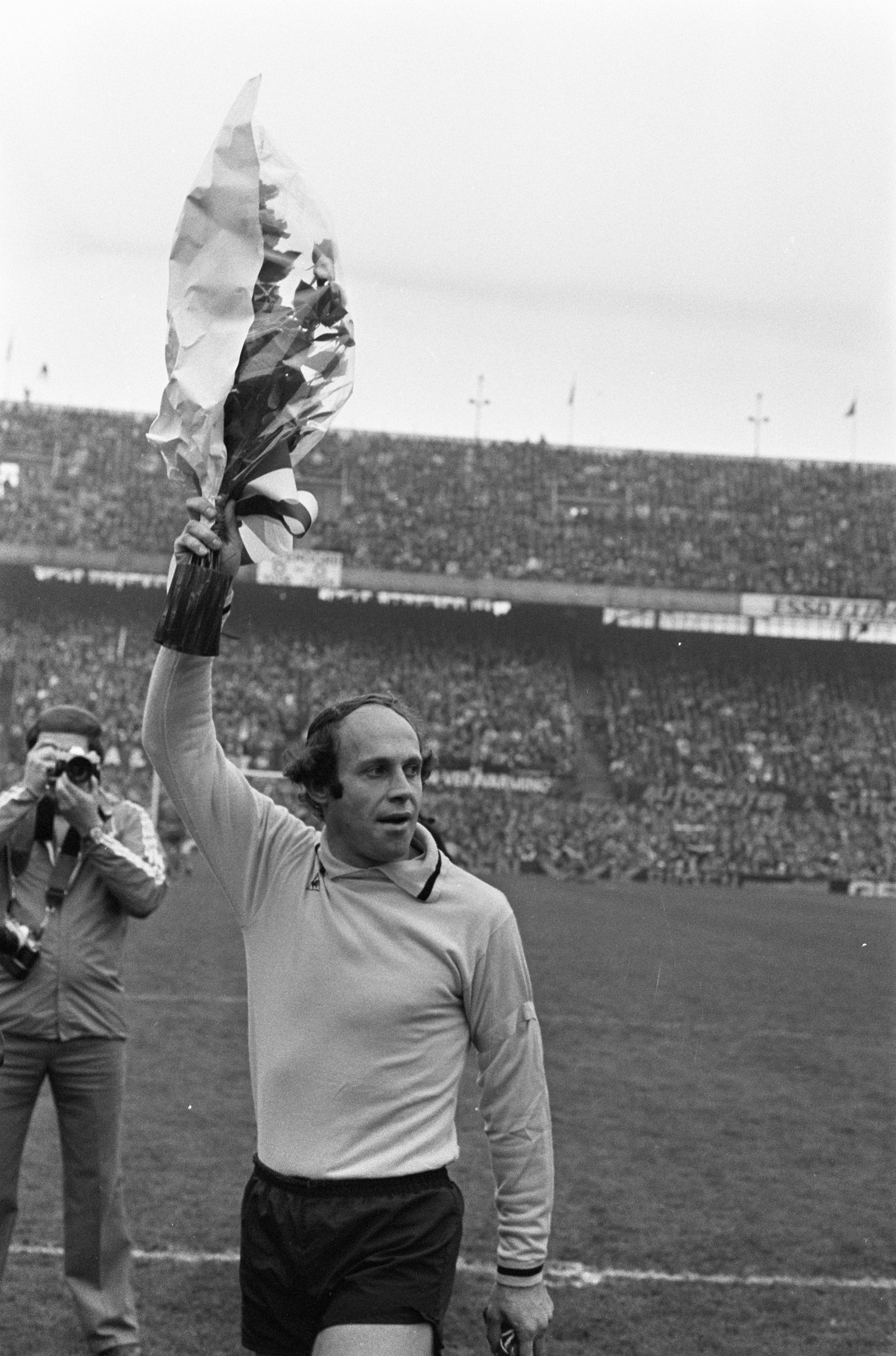
Едді Трейтел у 1976 році

У 1968 році Трейтел разом зі своїм товаришем по клубу Вімом ван Ганегемом перейшов до «Феєнорда», де спочатку був дублером Едді Пітерсу Граффланду. Трейтел дебютував у новому клубі 4 червня 1969 року в матчі проти ДВС (Амстердам), і це була його єдина гра в першому сезорні у клубі, який завершився для «Феєнорда» «золотим дублем». У наступному сезоні 1969/70 Трейтел вже був основним воротарем, а Пітерс Граффланд опинився на лаві запасних. У цьому сезоні Трейтел сприяв найбільшому успіху клубу в історії, вигравши Кубок європейських чемпіонів, але у фіналі (2:1 після додаткового часу) у воротах стояв саме Граффланд. Натомість Трейтел зіграв в обох іграх Міжконтинентального кубка проти аргентинського «Естудіантеса» (Ла Плата), завдяки чому «Феєнорд» виграв черговий трофей. Після цього сезону Пітерс Граффланд завершив свою кар'єру, і Трейтел вже мав беззаперечне місце в складі.
У 1971 році він знову став національним чемпіоном, а 1974 року «Феєнорд» вийшов у фінал Кубка УЄФА, зустрівшись з англійським «Тоттенгем Готспур». У першому матчі в Лондоні була нічия 2:2, а у другому «Феєнорд» виграв з рахунком 2:0, завдяки чому Трейтел, який був одним із найкращих гравців команди, виграв свій другий європейський трофей. Того ж року він також виграв свій останній чемпіонат Нідерландів за клуб з Роттердама. Він грав за «Фейєнорд» до 1979 року і провів у ньому 398 ігор, у тому числі 323 матчі чемпіонату (остання — 10 травня в гостьовій перемозі 3:1 проти «Утрехта»).
Влітку 1979 року Трейтел перейшов до АЗ'67, де також став стабільним основним гравцем. У 1981 році команда з Алкмара виграла «золотий дубль», а також добре виступила в Кубку УЄФА, дійшовши до фіналу, де програла англійському «Іпсвіч Тауну» (0:3, 4:2, Трейтел грав в обох іграх). У 1982 році Едді вдруге поспіль привів АЗ'67 до перемоги в національному кубку. Завершив професійну кар'єру футболіста виступами за команду «АЗ» у 1985 році.

## Виступи за збірну
22 жовтня 1969 року дебютував в офіційних іграх у складі національної збірної Нідерландів в матчі відбіркового турніру до чемпіонату світу 1970 року проти збірної Болгарії, що завершився з рахунком 1:1. До січня 1970 року Трейтел зіграв у складі збірної ще два матчі, проте наступна його поява у складі «помаранчевих» відбулася лише через чотири з половиною роки, коли Трейтел зіграв у товариському матчі зі збірною Румунії.
У складі збірної був учасником чемпіонату світу 1974 року у ФРН, де разом з командою здобув «срібло», хоча і не зіграв жодного матчу.
Свій останній виступ за збірну Трейтел провів у матчі відбіркового турніру до чемпіонату світу 1978 року проти збірної Північної Ірландії (2:2) 13 жовтня 1976 року. Загалом протягом кар'єри у національній команді, яка тривала 8 років, провів у її формі 5 матчів, пропустивши 4 голи.

## Титули і досягнення
- Чемпіон Нідерландів (4):

«Феєнорд»: 1968–69, 1970–71, 1973–74
АЗ'67: 1980–81
- Володар Кубка Нідерландів (3):

«Феєнорд»: 1968–69
АЗ'67: 1980–81, 1981–82
- Володар Кубка європейських чемпіонів УЄФА (1):

«Феєнорд»: 1969–70
- Володар Кубка УЄФА (1):

«Феєнорд»: 1973–74
- Володар Кубка Інтертото (1):

«Феєнорд»: 1973
- Володар Міжконтинентального кубка (1):

«Феєнорд»: 1970
- Віце-чемпіон світу: 1974